# Alain Dierckx
Pour les articles homonymes, voir Dierckx.
 (septembre 2021).
Si vous disposez d'ouvrages ou d'articles de référence ou si vous connaissez des sites web de qualité traitant du thème abordé ici, merci de compléter l'article en donnant les références utiles à sa vérifiabilité et en les liant à la section « Notes et références ».
Alain Dierckx est un poète et écrivain belge de langue française, né à Coquilhatville (Congo belge, actuellement Mbandaka au Congo) le 24 mai 1949 et mort le 29 mai 2018 à l'hôpital Molière à Uccle.

## Biographie

### Origines familiales
Issu d'une famille bourgeoise, son père Florimond Dierckx, médecin, est "Gouverneur médical" du Ruanda-Urundi en (Afrique) puis chef de service en biologie clinique à l'hôpital César de Paepe à Bruxelles et écrivain sous le pseudonyme de Jacques Montaur.
Sa mère (Rachel Matarasso) juive séfarade née à Salonique, vient s'installer en Belgique avec sa famille et épouse Florimond Dierckx.

### Jeunesse et débuts dans la vie

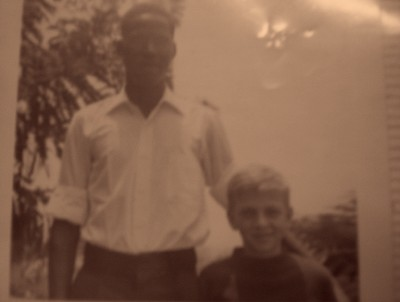
Alain Dierckx et son ami Pius Simbavimbèré à Usumbura.

Il suit l'école gardienne et ses primaires à Bujumbura (Ruanda-Urundi) et ne découvre la Belgique qu'à l'âge de 12 ans. 
En 1961, il rentre définitivement à Bruxelles et son père l'inscrit au Collège Saint-Pierre (Uccle) en première latine. 
À l'âge de 14 ans il participe au prix des jeunes du journal Le Soir et gagne son premier prix de poésie.
Alain Dierckx vient d'avoir 15 ans lorsqu'il gagne le prix Casterman de poésie avec Le Blé des nuits (prix ouvert à tous  les jeunes de 15 à 25 ans), ex aequo avec Rose-Marie Maillart, et suscite l'admiration  des grands poètes picards comme Géo Libbrecht et Robert Lucien Geeraerts.
Louis Dubrau (prix Victor-Rossel 1964), l'incitera à publier six poèmes dans la revue Le Thyrse.
À 17 ans il termine second du prix Orphée (prix belge) et l'année suivante, il remporte le prix Marcel Thiry ex aequo avec Michel Guarébadian.

### Retour aux sources
Après quelques années dans la chanson française sous le pseudonyme d'Alain Delville, il reprend ses études et sort avec une distinction de l'Institut supérieur de science humaine appliquée. Il ajoute à son cursus scolaire un diplôme de professeur.
Il publie son premier recueil en 1979, intitulé Le Blé des nuits et, en 1984, L'Éternité sauvage aux éditions Saint-Germain-des-Prés à Paris.
Entretemps il entretient une correspondance avec le poète Norge.
De 1990 à 1992 il écrit trois pièces de théâtre :
- Laurent et Simon ou le Miroir inachevé, comédie existentialiste
- Arthur R..., essai théâtral poétique sur Arthur Rimbaud
- Pharamond ou Henri IV, pièce historique/

2001 : premier prix hors ULB du Cercle de philosophie et lettres de l'Université libre de Bruxelles.
Il est nommé chevalier de l’académie de littérature Greci Marino (Italie), membre coopérateur de la SABAM et membre effectif du PEN club international.
Fin 2008, il termine l'écriture de son premier roman Bouhili.

### Poésies
- Le Blé des nuits, poèmes, Paris, éditions Saint-Germain-des-Prés, 1979
- L'Éternité sauvage, poèmes, Paris, éditions Saint-Germain-des-Prés, 1984

### Théâtre
- Le Miroir inversé ou Laurent et Simon, pièce en deux actes (comédie existentialiste)
- Arthur R... ou le Labyrinthe inachevé, essai poétique sur Arthur Rimbaud
- Pharamond ou Henri IV, pièce historique

### Roman
- Bouhili, le Petit Prince du Burundi

## Citations
- « Si la réalité existe, le temps n'existe pas ! »
- « C'est bon d'être roi et d'écrire à Dieu. »
- « Quelle femme peut te donner la vie sans mourir une seule fois pour toi. »
- « Je suis un oiseau sans ailes qui continue à voler vers un ailleurs plus près de Dieu. »
- « Tes yeux seront des songes moelleux, où je viendrai m'endormir lorsque tu m'oublieras. »